# Stanislav Zakharchenko
Stanislav Igorevich Zakharchenko (tiếng Nga: Станислав Игоревич Захарченко; sinh ngày 1 tháng 1 năm 1994) là một tiền vệ bóng đá người Nga. Anh thi đấu cho FC Luki-Energiya Velikiye Luki.

## Sự nghiệp câu lạc bộ
Anh có màn ra mắt tại Russian Second Division cho FC Taganrog vào ngày 18 tháng 9 năm 2011 trong trận đấu với F.K. Rotor Volgograd.